# Vasilīs Koutsianikoulīs
Vasilīs Koutsianikoulīs (in greco Βασίλης Κουτσιανικούλης?; Larissa, 9 agosto 1988) è un ex calciatore greco, di ruolo centrocampista.

## Palmarès

### Club

#### Competizioni nazionali
- Football League: 1

Larissa: 2015-2016

### Individuale
- Miglior giovane greco dell'anno: 1

2009